# Willy Breinholst
Willy Breinholst (født Villy Breinholt Hansen 27. juni 1918 i Grønholt ved Fredensborg, død 19. september 2009) var en dansk humorist og forfatter til langt over 100 bøger, hvoraf mange er oversat til talrige sprog. Han fik 23. april 1947 navneændring fra Breinholt Hansen til Breinholst Hansen. Gift med Mariane (sic). I Tyskland har hans bøger ligget på bestseller-listerne i over 450 uger.
Han debuterede med Hvor længe var Adam i Paradis? (1946). Han har desuden skrevet filmmanuskripter til de to sidste film om Mig og min lillebror fra sidst i 1960'erne.
Willy Breinholst modtog i 1948 Carl Møllers Humoristlegat; i 1974 Aleko Konstantinov Prisen – og desuden har han fået Lübbe Ehrenpreis for at have solgt mere end 4.000.000 Lübbe-bøger.
Han er begravet i fællesgraven på Sundby Kirkegård.

### Filmmanuskripter
- Elsk din næste, 1967
- Mig og min lillebror og Bølle, 1968
- Mig og min lillebror og storsmuglerne, 1969